# 파이윰 미라 초상화

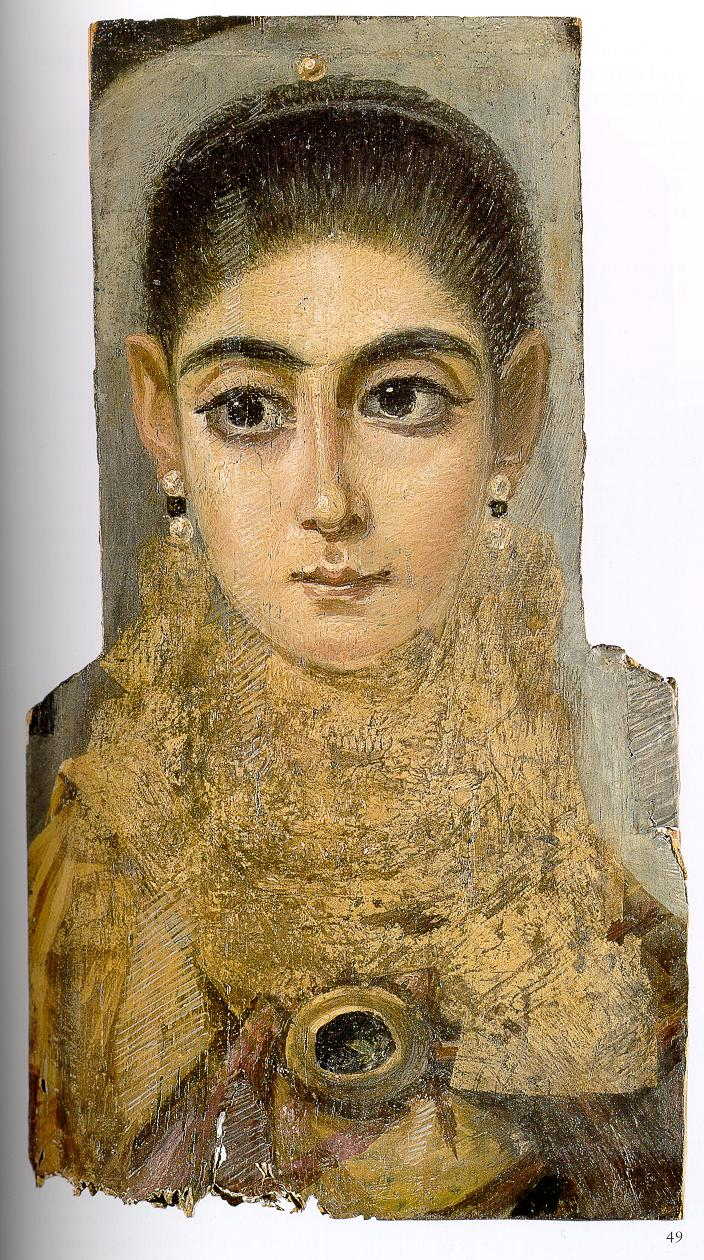
젊은 여자, 2세기, 파리 루브르 박물관.

파이윰 미라 초상화(Fayum mummy portraits)는 이집트 콥트기에 미라 앞에 놓인 나무판에 자연주의 화풍으로 그려진 초상을 가리키는 현대 용어이다.
미이라 초상화는 이집트 전역에서 발견되나, 하와라 및 안티노폴리스 등 파이윰 분지 지역에서 많이 발견된다. 여기에서 지명을 따 “파이윰 (미이라) 초상화”로 불리나, 일반적으로 이 용어는 지리적이라기보다는 표현양식을 나타내는 것이다. 미이라 관을 채색하는 전통은 파라오가 지배하던 때부터 시작되었으나, 파이윰 미이라 초상화는 로마 지배하의 이집트, 콥트기에 고안된 것이다.
이는 기원전 또는 기원후 1세기 로마시대부터 시작된다. 언제 마지막으로 제작되었는지는 불확실하나, 최근 연구결과에 따르면 3세기 중반일 가능성이 있다. 파이윰 초상화는 고전 시대에 빛나던 패널화의 영광스러운 전통을 이은 드문 생존자임과 동시에 이들 중 가장 많은 수를 포괄하는 것이며, 패널화의 전통은 이후 비잔틴 미술, 그리고 콥트 교회의 이콘화 등 서양의 고전시대 이후 미술양식으로 이어진다.
파이윰 초상화는 매장을 위하여 미이라가 된 시신의 얼굴 부분을 덮는다. 현존하는 예를 관찰해 보면, 이는 시신을 싸는 천 아래에 놓인다. 현재 초상화 대부분은 미이라로부터 분리되었다. 초상화는 일반적으로 한 사람의 정면 두상 또는 흉상을 묘사한다. 예술적인 관점에서 보면, 초상화는 이집트 양식보다는 그리스-로마 양식에서 파생된 것이 분명하다.
기법으로 보면 크게 납화 및 템페라화로 구분이 가능하다. 일반적으로 납화법으로 그린 초상화가 더 질이 높다.
현재 약 900개의 초상화가 알려져 있으며, 그 중 대부분은 파이윰의 네크로폴리스에서 발견되었다. 고온건조한 이집트의 기후 덕분에 초상화는 잘 보존되어 시간의 흐름에도 퇴색되지 않은 생생한 색을 유지하는 경우가 많다.

## 연구 역사

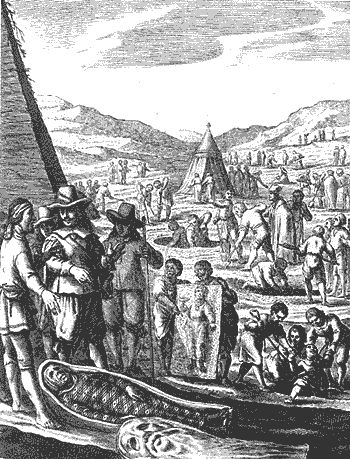
Pietro Della Valle의 미이라 발견 장면에 대한, 상상력이 넘치지만 사실과는 다른 그림

### 19세기 전
이탈리아 탐험가인 피에트로 델라 발레(Pietro della Valle)는 1615년 사카라와 멤피스를 방문중에 유럽인으로서는 최초로 미이라 초상화를 발견하고 이에 대한 기록을 남겼다. 그는 미이라 몇 구를 유럽으로 가져왔으며, 현재 이는 알베르티눔 미술관에 있다.

### 19세기 수집가
그 이후 고대 이집트에 대한 관심은 지속적으로 높아져 갔으나, 추가적인 미이라 초상화의 발견은 19세기 초가 되어서야 이루어졌다. 최초의 발견지가 어디인지는 불확실하며, 사카라 또는 테베일 가능성이 있다. 1820년 Minotuli 남작은 한 독일인 수집가로부터 몇 점의 미이라 초상화를 얻었으나, 이는 북해에서 다른 이집트 유물과 함께 사라졌다. 1827년 Léon de Laborde는 멤피스에서 발견된 것으로 보이는 초상화 두 점을 구입하여 유럽으로 가지고 왔으며 이는 각각 루브르 박물관 및 대영 박물관에서 볼 수 있다. 장프랑수아 샹폴리옹과 함께 1828~29년 이집트를 탐험한 en:Ippolito Rosellini는 초상화를 구매하여 피렌체로 돌아왔다. 이는 Laborde가 구입한 것과 유사하여, 출처가 같은 것으로 생각된다. 1820년대에는 주이집트 영국 영사인 Henry Salt가 파리 및 런던으로 초상화를 더 보냈다. 이중 몇 점은 테베의 아르콘이었던 Pollios Soter의 가족을 그린 것으로 생각되었으나, 현재는 그렇지 않은 것으로 밝혀졌다.

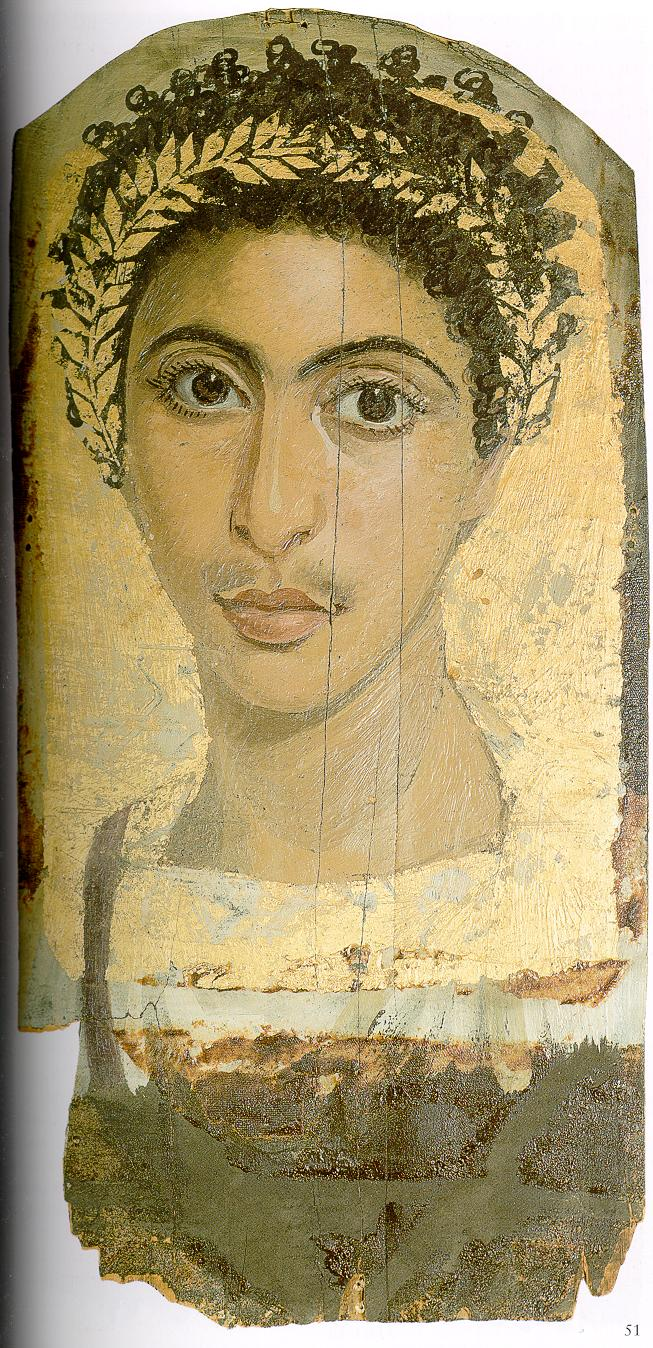
안티노폴리스에서 발견된 Gayet의 금박입힌 미이라 초상화. 이에 대한 고고학적 정보가 밝혀진 상태이며, 1905~6년 겨울 발견되어 1907년 베를린으로 판매됨. 베를린 이집트 박물관.

더 많은 미이라 초상화들이 빛을 보기까지는 다시 오랜 시간이 흘렀다. 1887년 Daniel Marie Fouquet는 한 동굴에서 다수의 미이라 초상화가 발견되었다는 소식을 듣는다. 그는 며칠 후에 이를 조사하기 위하여 출발하였으나, 도착하였을 때는 발견자가 3일간의 사막에서의 추위를 견디기 위해 이 중 대부분을 이미 땔감으로 쓴 후였다. Fouquet는 원래 발견되었던 50점 중 남아있는 2점만을 얻을 수 있었다. 정확한 발견지는 불명확하나, er-Rubayat일 가능성이 높다. Fouquet가 방문한 지 얼마 지나지 않아 해당 지역에서 빈의 미술상인 Theodor Graf가 몇 점을 더 발견하여 될 수 있는 한 이문을 남기고 팔고자 하였다. 그는 그의 발견에 대해서 출판하고자 라이프치히에 살던 이집트학 학자 en:Georg Ebers를 만나, 유럽 전역에 그의 개인적인 발견을 광고하고자 팸플릿을 제작했다. 이들의 고고학적 맥락에 대해서 알려진 것은 거의 없었음에도 불구하고, Graf는 주화에 새겨진 초상과 같은 다른 미술품과의 비교를 통하여 이를 프톨레마이오스 왕조의 파라오들을 그린 것이라고까지 했다. 이러한 연결이 특별히 설득력이 있던 것은 아니었으나 루돌프 피르호와 같은 유명한 학자의 지원을 받은 것도 있고 하여 Graf, 그리고 미이라 초상화는 주목받게 되었다. 19세기 후반기까지 초상화의 매우 특이한 미는 많은 수요를 끌었으며, 국제적인 미술 거래의 대상이 되었다.

### 고고학적 연구: Flinders Petrie
이와 유사한 시기에 과학적인 분석이 시작되었다. 1887년 영국 고고학자인 en:Flinders Petrie는 하와라에서 발굴을 시작하였다. 발굴 첫해 그는 로마의 네크로폴리스에서 81구의 미이라 및 초상화를 발견하였으며, 런던에서 열린 전시회에서 이는 많은 관람객을 끌었다. 다음 해 Petrie는 같은 곳에서 발굴을 계속하였으나 이 때에는 독일 및 이집트의 미술품 거래인들과 경쟁해야 했다. Petrie는 1910년~11년의 겨울에 돌아와 70구의 미이라 및 초상화를 발굴하였으나, 이 중 몇은 보존상태가 좋지 않았다. 몇몇의 극히 드문 예를 제외하면, Petrie의 연구결과는 미이라 초상화에 대한 체계적 발굴 및 적절하게 성과가 발표된 유일한 예이며, 현대 기준에 완전히 부합하지는 않으나 미이라 초상화에 대한 가장 중요한 원천으로 남아 있다.

### 19세기 후반 및 20세기 초 수집가들
1892년 독일 고고학자인 von Kaufmann은 이른바 en:Tomb of Aline을 발굴하였으며, 여기에서 오늘날 가장 유명한 것 중 하나인 세 점의 초상화를 발견한다. 이 외 중요한 발견은 en:Antinopolis 및 en:Akhmim에서 이루어졌다. 프랑스 고고학자인 Albert Gayet는 en:Antinopolis에서 이와 연관된 유물을 발견하였으나, 동시대에 이루어진 다른 많은 연구와 같이 그의 연구는 문서화가 불완전하고 발견의 맥락이 없는 등 현대적 기준을 충족하지 못한다.

### 박물관들
오늘날 미이라 초상화는 대영 박물관, 스코틀랜드 국립박물관, 뉴욕 메트로폴리탄 미술관, 루브르 박물관 등 세계 유수의 고고학 박물관에서 전시된다. 이 중 대부분이 비전문적이고 부적절한 수단으로 복원되어 고고학적 및 문화사적 정보의 질이 저하되었다. 그 결과 전반적인 중요성과 해석은 논쟁의 대상으로 남아있다.

## 소재와 기술

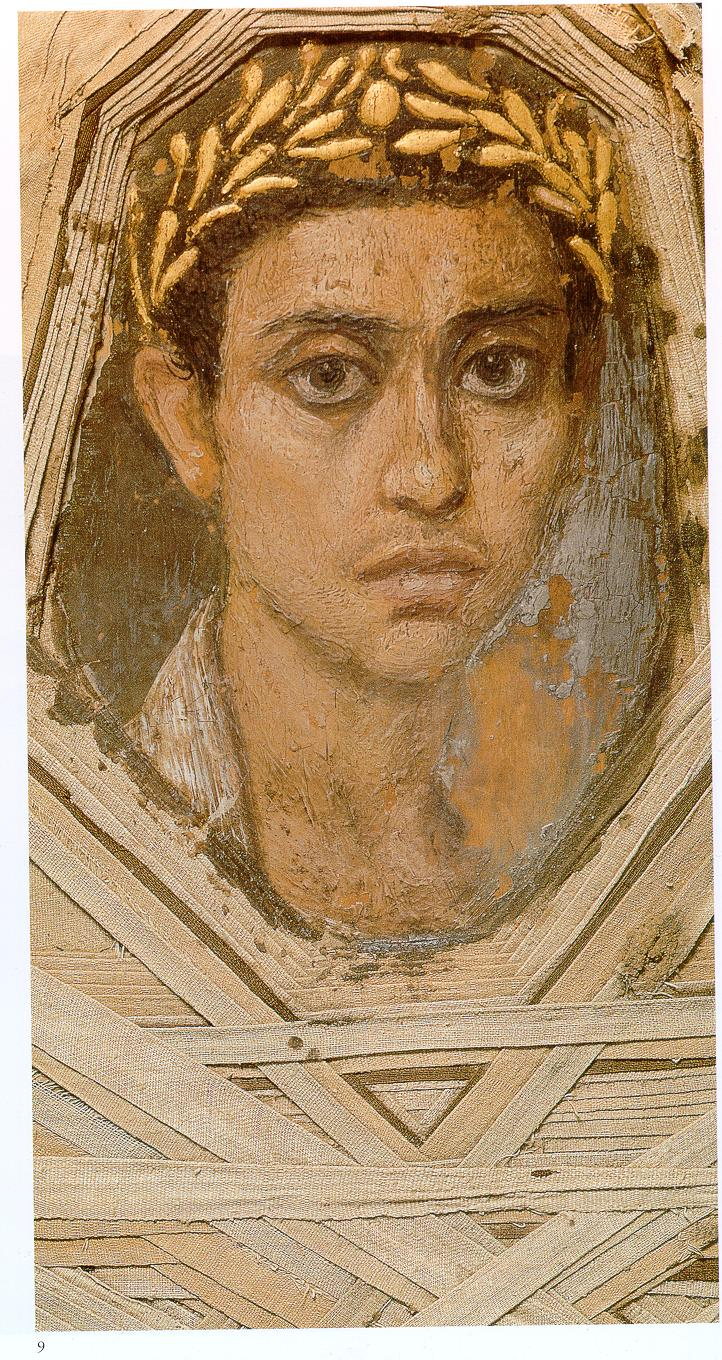
미이라를 싼 천 안 초상화 상세, 메트로폴리탄 미술관. 1911년 Flinders Petrie가 묘실에서 발견

초상화 대부분은 한 사람이 얼굴을 약간 옆으로 돌린 상태로 관찰자를 응시하는 모습을 그린다. 인물은 가슴까지 그려져 있으며, 배경은 단색이거나 몇몇 경우에는 장식되어 있다. 대상은 남녀노소를 포괄한다.

### 그림을 그린 위치
보존된 미이라 초상화 대부분은 참나무, 피나무, 단풍나무, 삼나무, 사이프러스, 무화과나무, 감귤나무 등 다양한 수입 목재로 된 나무판 위에 그려졌다. 여기에 쓰인 목재는 얇은 장방형 패널로 잘려져 다듬어졌다. 그림이 그려진 나무판은 천으로 시신을 쌀 때 그 안에 놓였으며, 창 너머로 사자의 얼굴을 보는 효과를 내기 위하여 천으로 가장자리를 쌌다. 어떤 경우에는 미이라를 싼 천에 직접 그려지기도 했다. (en:cartonnage 그림)

### 회화 기법
석회로 나무 표면에 밑칠을 하기도 했으며, 어떤 경우에는 밑그림의 흔적이 드러나기도 한다. 납화 및 템페라 등 두 가지 기법이 사용되었다. 납화는 생생하고 풍부한 색채와 상대적으로 큼직큼직한 붓질의 대비를 통한 인상주의적 효과를 주며, 템페라화는 상대적으로 섬세한 명암과 부드러운 색감으로 절제된 효과를 준다. 어떤 경우에는 보석류나 화관을 표현하기 위해 금박을 쓰기도 했다. 또한 주된 기법에 다른 기법을 같이 쓰거나, 또는 이를 변용하여 적용한 경우도 있다.
파이윰 미이라 초상화는 살아있는 듯한 외양의 묘사를 위하여 사용된 광범위한 회화 기법 및 기술을 보여준다. 초상화의 자연스러움은 해부학적 지식, 그리고 3차원 표현을 위하여 명암을 사용한 형태 묘사 기술 수준을 드러낸다. 직사광선의 사용을 통한 강조와 그림자의 사용에 따라 피부색 단계 표현이 강화되었다.

## 초상화의 묘사 대상 및 사회적 맥락

### 파이윰인에 대해서
그리스-로마 지배기에 이집트의 알렉산드리아 및 기타 몇몇 도시에는 그리스인이 7백만~천만명의 이집트인과 함께 살고 있었다. 파이윰의 초기 그리스 주거자들은 프톨레마이오스 왕조가 개간한 땅에 정착시킨 퇴역 군인이었다. 이름, 제의, 파피루스 등에 의하여 확인된 바에 따르면 이집트인들은 개간 작업에 소요되는 노동력을 충당하기 위하여 나일 삼각주, 상하 이집트, 옥시링쿠스, 멤피스 등 이집트 전역으로부터 왔다. 프톨레마이오스 왕조 시기 파이윰의 인구 중 약 30%는 그리스인으로, 나머지는 이집트인으로 추정되며, 로마 지배기까지 “그리스” 인구의 대부분은 헬레니즘화된 그리스인 또는 이집트-그리스 혼혈로 변화한다.
파이윰 초상화는 일반적으로 이집트에 정착한 그리스인을 묘사한 것으로 알려져 있는데, 보다 정확하게는 지배적인 이집트 문화와 파이윰에 살던 상류층 그리스 소수자 문화의 복합적인 융합을 반영하는 것으로 볼 수 있다. Walker에 따르면, 초기 프톨레마이오스 시기 그리스 식민지 이주자들은 이집트 여성과 결혼하고 이집트 고유 종교를 받아들였으며, 로마 지배기의 로마인 지배자들은 이들의 후손을 이집트인으로 보았으나 본인들은 자신을 그리스인으로 생각하였다. 로마 지배기 파이윰 미이라는 치아 형태학상으로 초기 이집트인과 비교되었으며, 그 결과 그리스인 또는 여타 유럽인보다는 고대 이집트인과 훨씬 큰 근연성이 있는 것으로 밝혀졌다.

### 대상인물의 연령 분포

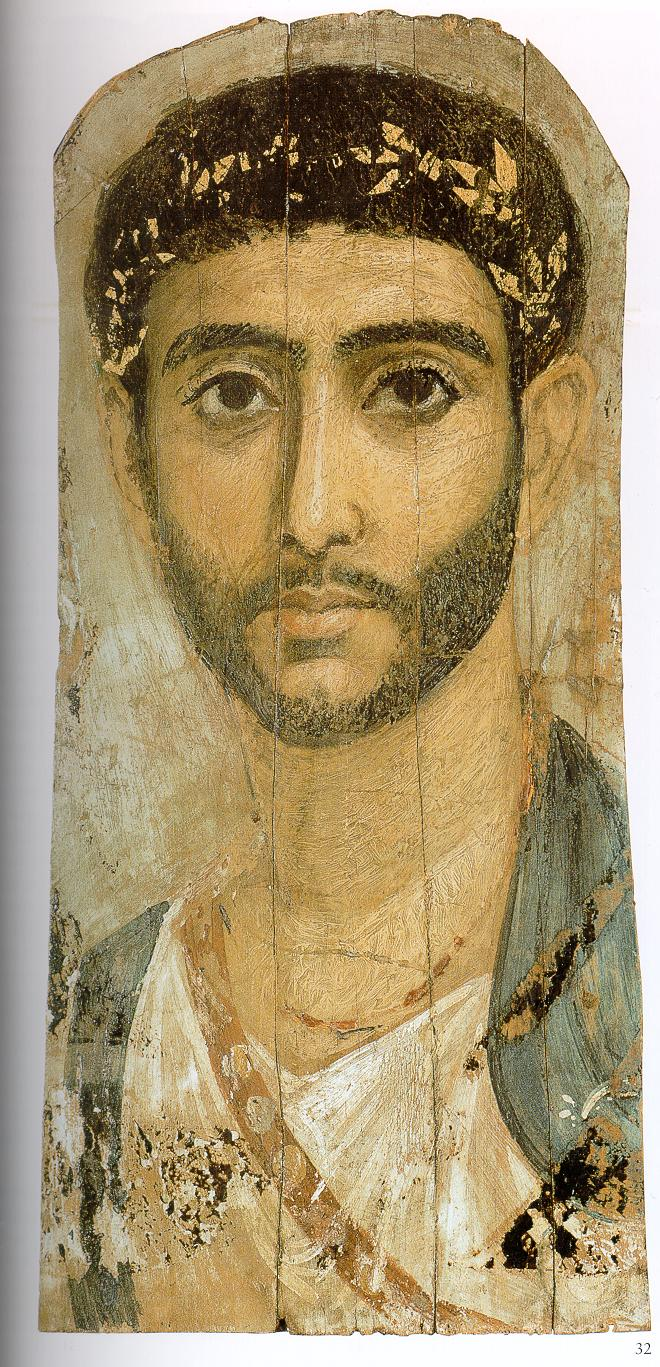
검대를 맨 남자, 대영 박물관.

초상화의 대부분은 상대적으로 젊은 사람을 그리고 있으며, 어린이를 그린 경우도 많다. Walker(2000)에 따르면, "CT 촬영한 결과 온전히 남은 미이라와 초상의 연령, 성 간에는 상관관계가 있으며" 초상화의 연령 분포는 당시 짧은 기대수명을 반영한다고 결론지을 수 있다. 그리스 전통에 따라 납화가 개인 생전에 제작되어 집안에 전시된다고 흔히 알려져 있었으나, CT 촬영 결과 및 당시 인구조사 결과 등의 근거가 제시되어 이러한 믿음은 더 이상 일반적인 지지를 받지 못한다. 추가적인 예로, 몇몇 초상화는 관, 수의 등에 직접 그려졌다.

### 사회적 지위
초상화의 고객은 상류층의 부유한 군인, 공무원, 종교인 등으로 보인다. 모든 이가 초상화를 그릴 수 있었던 것은 아니라서, 많은 수의 미이라는 초상화가 없는 채로 발견된다. Flinders Petrie에 따르면 그가 발굴한 미이라의 1~2%만이 초상화로 장식되어 있었다. 초상화 가격은 현재 알려져 있지 않으나, 고대의 화가들이 예술가라기보다는 기술자로서 취급되었는 것을 고려하면 임금보다는 재료비 때문에 가격이 높아졌을 것이라고 생각할 수 있다. 이러한 관점에서 보면, Aline의 무덤"의 상황은 흥미롭다. 무덤에는 Aline, 그녀의 두 딸, 남편 등 4구의 미이라가 있었다. Aline와 아이들의 경우와는 달리 남편의 미이라에는 초상화가 그려진 것이 아니라, 금박을 입힌 입체 가면이 씌워져 있었다. 감당할 능력이 될 경우에는 석회 가면이 선호되었던 것으로 보인다.
그려진 사람들이 이집트인인지, 그리스인인지, 로마인인지의 여부, 또는 미이라 초상화가 모든 민족에게 일반적으로 사용된 것인지는 불분명하다. 명문에 명시된 경우 이집트인, 그리스인, 로마인의 이름은 확인 가능하다. 머리 모양 및 복식은 모든 경우에 로마 양식의 영향을 받았다. 여성과 어린이들은 귀금속과 장신구를 패용하고, 남성은 특정 성장을 한 모습으로 그려진 경우가 흔하다. 그리스어로 새긴 이름이 상대적으로 일반적이며, 명문에는 종종 직업이 포함되어 있다. 이러한 명문이 항상 현실을 반영하였는지, 아니면 이보다 나은 이상적인 상황 또는 희망을 기재하기도 했는지는 알려져 있지 않다. 한 명문은 사자의 직업(선주)을 명백하게 기재한 것으로 알려져 있다. Hermione라는 여성의 미이라의 명문은 grammatike (γραμματική, 문자 또는 문법)라는 단어를 포함하고 있다. 오랜 기간 동안 이는 그녀가 직업적인 교사임을 나타내는 것으로 알려졌으나(이러한 이유로 Flinders Petrie는 이 초상화를 영국 최초의 기숙학교인 케임브리지 거튼 칼리지에 기증하였다), 오늘날에는 이는 그녀의 학력수준을 나타내는 것으로 받아들여진다. 어떠한 초상화는 검대 또는 폼멜이 그려져 있으며, 초상화의 주인이 로마 군인이었음을 시사한다.

## 문화-역사적 맥락

### 매장 풍습의 변천
프톨레마이오스 왕조 하 이집트의 매장 풍습은 대부분 고대로부터의 전통을 따랐다. 상류 계급에 속한 이의 시신은 미라로 처리된 후 두부를 가리기 위한 미이라 가면 및 장식된 관으로 둘러싸였다. 당시 이집트로 온 그리스인들은 대부분 그리스 풍습을 따랐으며, 이에 따라 화장을 했다는 증거가 알렉산드리아 및 다른 유적에서 발견되었다. 이는 지배자가 파라오임을 자처하면서도 한편으로는 지역적 요소와는 거의 연관이 없는 전적인 헬레니즘 세계관 내에서 살던, 헬레니즘화된 이집트의 일반적인 상황을 반영한다. 반면, 알렉산드로스 대왕의 정복 이후 동지중해를 지배한 그리스-헬레니즘 문화에 대한 이집트인의 관심은 그다지 빠르게 확산되지 않았다. 이와 같은 상황은 로마 지배 이후 급격하게 변하게 된다. 수 세대 안에 일상 생활로부터 이집트 전통적인 요소는 사라진다. 카라니스, 옥시링쿠스 등의 도시는 그리스-로마적인 도시이다. 로마 지배하 이집트의 지배계급 내에서 상이한 민족집단이 융화되어 이러한 결과를 낳았다는 명확한 증거가 존재한다.

### 종교의 지속
이집트 전통이 지속되었다는 증거는 2세기까지 건축된 이집트 사원에서 보듯 오직 종교적 영역에서만 발견된다. 매장 관습에 있어서는 이집트적 요소와 헬레니즘적 요소가 융합된다. 관은 2세기까지 점차적으로 쓰이지 않게 되며, 반면 미이라를 대부분의 사람들이 사용하게 된다. 원래 이집트 전통이었던 미이라 가면은 형식상으로는 점차 그리스-로마 양식을 따르게 되며, 이집트적인 주제는 점점 엷어진다. 이집트적 매장 관습에 로마 초상화 관습을 도입하는 것은 이러한 일반적인 맥락에 속한다.

### 로마 장례 가면과의 연관성?
몇몇 저자들은 이러한 초상화의 개념이 로마 귀족들이 조상의 상을 자택 중정에 전시하던 풍습과 관련되어 있다고 주장한다. 장례식에서는 전문 문상객들이 이러한 밀랍 가면을 썼으며 이는 저명한 가계의 연속성을 강조하기 위한 것이었으나, 아마도 원래는 사자의 강림을 표현하기 위한 것이었을 것으로 보인다. 파렌탈리아 祭와 같은 로마의 축제일 및 가정 내 일상 제의는 조상신과의 관계를 구축하는 역할을 하였다. (조상 숭배 참조) 이집트의 로마 속주화 이후에야 미이라 초상화가 발전하였다는 점은, 이것이 이집트와 로마 장의 전통 결합의 결과물일 수도 있다는 것을 말해준다.

### "살롱화"?
이 초상화들은 사람의 두상 또는 흉상을 그리며, 아마 기원전 30년에서 기원후 3세기에 제작되었을 것이다. 현대의 시각으로 볼 때 이 초상화들은 높은 수준의 개인주의를 보여준다. 이에 따라 초상화가 대상자 생전에 제작되어 “살롱화(畵)”로서 집 안에 전시되었다가 사후에 미이라를 천에 쌀 때 들어갔을 것이라는 가정이 오랜 기간동안 있었다. 반면 이후 연구결과에서는 초상화는 사후에 제작되었을 가능성을 제시하지만, 이는 몇몇 표본에는 여러 장의 초상화가 포함되며 이들 초상화들 간에 특정 세부사항이 변화하였다는 점과는 배치되는 것이다. 대상자의 개별성은 실제로 몇몇 세부사항의 변화에 의하여 발생한 것이며, 일반적인 틀에 있어서는 크게 다르지 않다. 사자를 그리는 풍습은 새로운 것은 아니었으나, 초상화는 과거 이집트 가면을 점차 대체하였다. 다만 이집트 가면 역시 때때로는 사용되었으며, 미이라 초상화 근처, 심지어는 같은 무덤 안에서 발견되기도 한다.

### 사실주의와 관습
이 초상화들은 에트루리아인의 무덤, 루카니족 무덤, 파에스툼의 다이빙하는 사람의 무덤, 폼페이, 헤르쿨라네움의 프레스코화, 그리스 화병 등과 함께 고대부터 가장 잘 보전된 미술품이며 또한 주목할만한 자연주의 화풍으로 유명하다. 그러나 초상화들이 대상을 있는 그대로 그려낸 것인지는 논쟁의 대상이다. 분석 결과 화가들은 얼굴을 묘사함에 있어 반복적이고 공식화된 관습을 따랐으며, 머리와 수염 모양을 다양하게 묘사하였을 뿐이다. 화가들은 특정한 개인의 얼굴에 나타난 각기 다른 비율에 대해 자세하게 관찰하지 않고, 다수의 정형화된 기본형을 바탕으로 작업한 것으로 보인다.

### 형식
당시 타 패널화가 실질적으로 전해져 내려오지 않는 상황에서, 이 초상화의 형식적 맥락에 대해 확실하게 말하기는 힘들다. 이 초상화들이 이집트 미술 전통과 연속성이 없음은 분명해 보이나, 동시에 지중해 북안 지역과도 연속성이 없다고 확언할 수는 없으며, 이는 해당 지역의 기후조건때문에 이러한 작품들이 보존되기 힘들기 때문이다. 프레스코화, 모자이크, 기타 다른 작품에서 나오는 증거를 보면, 이러한 미이라 초상화는 당시 지중해 전역에서 지배적이었던 그리스-로마 전통과 대략적으로 맞는다.

## 다른 장례 풍습과의 공존
현재까지 미이라 초상화의 종교적 의미 및 제례와의 관계는 완전하게 설명된 바 없으며, 다문화적 지배계급에 의해 채택된 정통 이집트 제례로부터 발전해 왔다는 암시는 존재한다. 미이라 초상화의 전통은 나일 삼각주에서 누비아에 걸쳐 나타났으나, 파이윰(특히 하와라 및 아크밈) 및 안티노폴리스를 제외한 다른 모든 곳에서는 다른 형태의 매장 관습이 미이라 초상화를 압도했음이 현저하게 관찰된다. 대부분의 지역에서 서로 다른 매장 형식이 공존한다. 어떠한 형식의 무덤을 사용할 것인지의 여부는 사자의 재력 및 지위에 큰 영향을 받았을 것이며, 지역적 관습이 또한 이에 영향을 끼쳤을 것이다. 미이라 초상화는 바위를 깎아 만든 무덤 및 독립된 고분군 뿐 아니라 얕은 무덤에서도 발견된다. 이들은 가끔 발견되는 항아리 또는 꽃다발 등의 예외를 제외하고는 어떠한 다른 부장품과도 같이 매장되지 않는다는 점이 명백하다.

## 미이라 초상화 전통의 종료

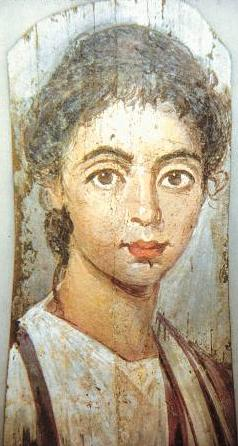
어린 소년의 초상, 3세기 초, :en:Antikensammlung Berlin.

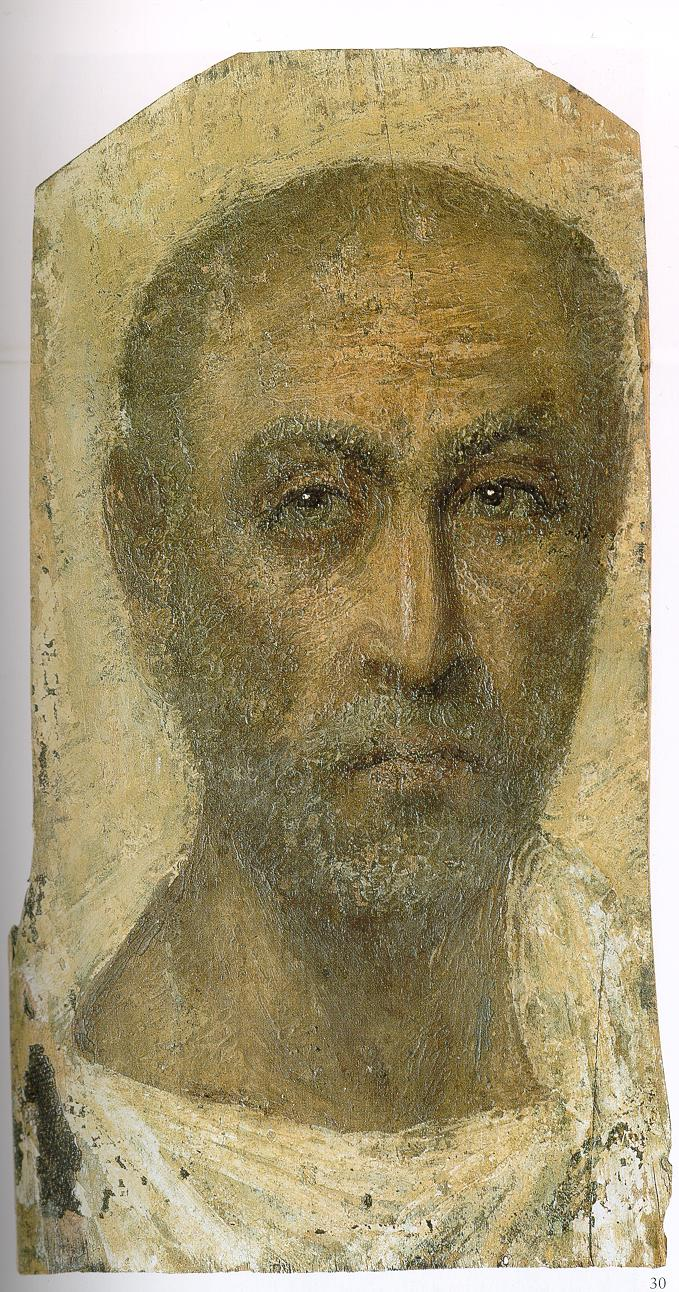
이집트 남자의 초상

최후의 초상화는 4세기 말에 제작되었다고 오랫동안 추정되었으나, 최근 연구결과는 해당 초상화가 목판 위에 그려진 것은 3세기 중반이며 미이라를 감싼 천에 직접 그려진 초상은 3세기 후반기에 제작된 것이라고 연대를 조정하였다. 3세기 초부터 초상화 제작이 현저히 감소하였음은 일반적으로 받아들여진다. 미이라 초상화 제작 감소 사유에 대하여 여러 설이 제시되었으나, 단일한 이유보다는 여러 가지이유가 복합적으로 작용한 것으로 보인다.
- 3세기에 로마 제국은 심각한 경제 위기를 겪었으며, 이는 상류 계급의 재력을 심각하게 제한하였다. 외관에 돈을 낭비하는 것은 여전하였으나 이는 주로 초상화 제작보다는 경기, 축제 등 위신과 관련된 것이 선호되었다. 그러나 사르코파구스와 같은 다른 장례 관련 요소는 계속 사용되었다.
- 이와 동시대에 종교적인 혼란이 존재했다는 증거가 존재한다. 이전에 받아들여진 것(4세기에 초상화가 제작되지 않은 것은 크리스트교가 이집트에 널리 퍼진 것과 동시에 발생하였다는 것이며, 또한 크리스트교는 미이라를 금지하지 않았다)과 같이 크리스트교의 대두가 이와 밀접한 관계가 있는 것은 아닌 것으로 보인다. 로마 제정기동안 이집트 사원들은 점차 현저하게 방치되었으며, 이는 모든 고대 종교에 대한 관심 저하로 이어졌다.
- 안토니누스 칙령, 즉 모든 자유민에 대한 로마 시민권 부여가 이집트의 사회적 구조를 변화시켰다. 최초로 개별 도시들이 일정 수준의 자치권을 획득하였으며, 동시에 속주의 상류층은 구성 및 상호관계의 관점에서 변화하였다.

이와 같이 여러 요소가 조합되어 유행 및 제의의 변화가 발생한 것으로 보이나, 명확한 인과관계를 주장하기는 힘들다. 현재 미이라 초상에 대한 이해가 제한되어 있는 상황을 고려하면, 향후 연구결과가 여기에 기술된 내용을 현저하게 바꿀 가능성도 있다. 예를 들어, 어떤 학자들은 이러한 발견, 그리고 이들이 상징하는 독특한 장례 전통은 알렉산드리아에서 기원한 것일 수도 있다고 생각한다. Marina el-Alamein에서의 새로운 발견은 이러한 시각을 강력하게 지지한다. 그리스 및 로마 회화가 거의 완전히 실전되었음을 생각하면, 미이라 초상화는 그리스 회화, 그리고 특히 로마 초상화 전통을 반영하는 극히 드문 예라고 할 수 있다.

## 미술사적 중요성

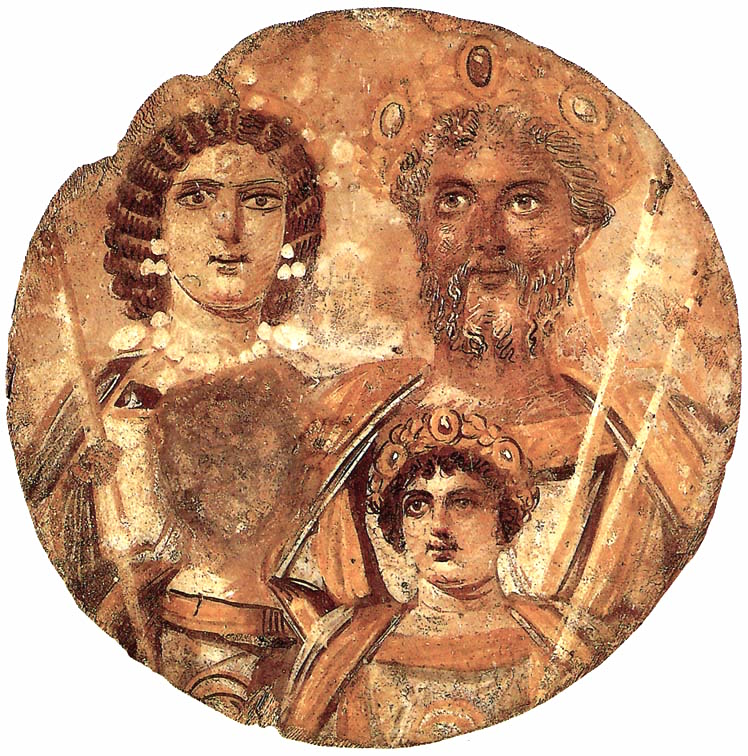
셉티미우스 세베루스와 가족을 그린 원형화. :en:Antikensammlung Berlin.

미이라 초상화는 미술사적으로 아주 큰 중요성을 가진다. 고대 자료에 따르면 패널화, 즉 나무 또는 기타 이동가능한 물체 표면에 그린 그림은 벽화보다 더 높은 평가를 받으나, 현재 남아있는 고대 패널화는 극히 드물다. 미이라 초상화 외 남아있는 소수의 예는 마찬가지로 이집트에서 서기 200년 전후에 제작된 en:Severan Tondo로, 이는 속주화된 당대 양식을 보여주는 것으로 생각된다.
미이라 초상화의 몇몇 요소, 특히 주요 얼굴 부위에 집중한 정면 묘사라는 점은 이후 이콘과 유사하다. 이와 직접적인 연관이 있을 가능성도 제시되었으나, 미이라 초상화는 나중에 고대 후기 및 비잔틴 미술에 영향을 끼친 그리스-로마 양식의 일부만을 반영한다는 점을 명심해야 한다.

## 초상화 예
- 젊은 남자, Antikensammlungen Munich.
- 소년.[출처 필요], en:National Museum in Warsaw.
- 여자, Museo Egizio.
- 식물을 들고 있는 남자, Musée des Beaux-Arts, Dijon.
- 여자, 루브르 박물관.
- 명문상 ‘에우튜케스’로 알려진 소년, en:Metropolitan Museum of Art.
- 남자, en:Metropolitan Museum of Art.
- 미이라의 두개골로 재건한 두상. Edinburgh, MoS 1911.210.1 in the en:Royal Museum of Scotland미이라의 두개골로 재건한 두상. Edinburgh, MoS 1911.210.1 in the en:Royal Museum of Scotland
- 수염난 남자. Edinburgh, MoS 1911.210.1, en:Royal Museum of Scotland

## 같이 보기
- en:Panel painting
- en:Ancient Roman art
- 파이윰
- en:Coptic art
- en:Coptic Museum
- en:Pitsa panels

## 참고 서적
(출판연대순)
- W. M. Flinders Petrie: Roman Portraits and Memphis IV, London 1911 (online:)
- Klaus Parlasca: Mumienporträts und verwandte Denkmäler, Wiesbaden 1966
- Klaus Parlasca: Ritratti di mummie, Repertorio d'arte dell'Egitto greco-romano Vol. B, 1-4, Rome 1969-2003 (Corpus of most of the known mummy portraits)
- Henning Wrede: Mumienporträts. In: Lexikon der Ägyptologie. Bd. IV, Wiesbaden 1982, column 218-222
- Barbara Borg: Mumienporträts. Chronologie und kultureller Kontext, Mainz 1996, ISBN 3-8053-1742-5
- Susan Walker, Morris Bierbrier: Ancient Faces, Mummy Portraits from Roman Egypt, London 1997 ISBN 0-7141-0989-4
- Barbara Borg: "Der zierlichste Anblick der Welt ...". Ägyptische Porträtmumien, Mainz 1998 (Zaberns Bildbände zur Archäologie/ Sonderhefte der Antiken Welt), ISBN 3-8053-2264-X; ISBN 3-8053-2263-1
- Wilfried Seipel (Hrsg.): Bilder aus dem Wüstensand. Mumienportraits aus dem Ägyptischen Museum Kairo; eine Ausstellung des Kunsthistorischen Museums Wien, Milan/Wien/Ostfildern 1998; ISBN 88-8118-459-1;
- Klaus Parlasca; Hellmut Seemann (Hrsg.): Augenblicke. Mumienporträts und ägyptische Grabkunst aus römischer Zeit [zur Ausstellung Augenblicke - Mumienporträts und Ägyptische Grabkunst aus Römischer Zeit, in der Schirn-Kunsthalle Frankfurt (30. Januar bis 11. April 1999)], München 1999, ISBN 3-7814-0423-4
- Nicola Hoesch: Mumienporträts in: Der Neue Pauly, Vol. 8 (2000), p. 464f.
- Susan Walker (ed.): Ancient Faces. Mummy Portraits from Roman Egypt. New York, 2000. ISBN 0-415-92744-7.
- Paula Modersohn-Becker und die ägyptischen Mumienportraits...Katalogbuch zur Ausstellung in Bremen, Kunstsammlung Böttcherstraße, 14.10.2007-24.2.2008, München 2007, ISBN 978-3-7774-3735-4
- Jan Picton, Stephen Quirke, Paul C. Roberts (Hrsg): Living Images, Egyptian Funerary Portraits in the Petrie Museum, Walnut Creek CA 2007 ISBN 978-1-59874-251-0
- 틀:Translation/Ref